# Gorga (kommun i Spanien, Valencia, Provincia de Alicante, lat 38,72, long -0,38)
Gorga är en kommun i Spanien.   Den ligger i provinsen Provincia de Alicante och regionen Valencia, i den östra delen av landet, 300 km sydost om huvudstaden Madrid. Antalet invånare är 261.